# Stazione di Riardo-Pietramelara
La stazione di Riardo-Pietramelara è una stazione ferroviaria posta sulla linea Roma–Napoli via Cassino. È gestita da RFI e serve i comuni di Riardo e Pietramelara.

## Storia
La stazione venne inaugurata il 14 ottobre 1861, in concomitanza con l'inaugurazione della tratta tra Capua e Tora-Presenzano. Inizialmente ebbe una discreta frequentazione, poi diminuita con l'avvento del trasporto su gomma e della chiusura, negli anni 1990, dello scalo merci.

## Strutture e impianti
La stazione dispone di 2 binari passanti per il servizio viaggiatori. In passato erano presenti altri binari, ora dismessi e scollegati dalla rete, e uno scalo merci, non più utilizzato.

## Movimento
La stazione è servita da treni regionali Trenitalia (solitamente con destinazioni Vairano, Cassino, Isernia, Caserta e Napoli Centrale) svolte nell'ambito del contratto di servizio stipulato con la regione Campania.
La stazione, al 2007, aveva un traffico giornaliero medio di 110 unità.